# العلاقات بين الإمبراطورية الروسية والولايات المتحدة
العلاقات بين الإمبراطورية الروسية والولايات المتحدة (1776-1922) تسبق العلاقات بين الاتحاد السوفياتي والولايات المتحدة (1922-1991) العلاقات بين روسيا والولايات المتحدة (1991 إلى الوقت الحاضر). العلاقات بين البلدين أنشئت في العام 1776.

## التدخل الروسي في الحرب الثورية الأمريكية
عادة ما يُنظر إلى العلاقات بين الدولتين على أنها بدأت في عام 1776، عندما أعلنت الولايات المتحدة الأمريكية استقلالها عن الإمبراطورية البريطانية وأصبحت دولة مستقلة. حدث تواصل سابق في عام 1763 عندما رست سفينة لتاجر من بوسطن في ميناء كرنشتات بعد رحلة مباشرة عبر المحيط الأطلسي. على الرغم من إبعادها جغرافيًا عن الساحة الأمريكية، أثرت روسيا تحت حكم كاثرين العظمى بشكل كبير على الثورة الأمريكية من خلال الدبلوماسية.
في حين أشرفت كاثرين شخصيًا على أغلب تعاملات روسيا مع الدولة الجديدة، فقد عهدت أيضًا ببعض المهام إلى مستشارها الخارجي نيكيتا إيفانوفيتش بانين، الذي غالبًا ما كان يتصرف نيابة عن كاثرين عندما يتعلق الأمر بمسائل الدبلوماسية الدولية. تعاملت كاثرين وبانين مع الحكومة البريطانية من خلال جيمس هاريس، إيرل مالمسبري الأول في البلاط الروسي. ساعدت القرارات التي اتخذتها كاثرين وبانين أثناء الثورة بالبقاء على الحياد رسميًا، ورفض طلبات بريطانيا للمساعدة العسكرية، والإصرار على محادثات السلام التي ربطت حل الثورة الأميركية بتسوية صراعات أوروبية منفصلة، الأمريكيين بشكل غير مباشر في كسب الثورة والحصول على الاستقلال.

### التجارة مع الأمريكيين
بدأت التجارة المباشرة الصغيرة بين روسيا والمستعمرات منذ عام 1763. كانت مثل هذه التجارة انتهاكًا لقوانين الملاحة البريطانية، التي سمحت للمستعمرات فقط بالتجارة مع بريطانيا. بدأت المنتجات الروسية مثل القنب والكتان الشراعي والحديد في الوصول إلى الموانئ الاستعمارية قبل سنوات من بدء الحرب الثورية ولم تتوقف بمجرد بدء الحرب. كان الأمريكيون وروسيا ينظرون إلى بعضهم البعض كشركاء تجاريين.
خلال الحرب الثورية، اعتقدت كاثرين أن الأمة الأمريكية المستقلة ستكون مثالية للمصالح التجارية الروسية. بينما كان بعض القادة الروس قلقين من أن أمريكا المستقلة قد تتدخل في تجارة روسيا مع الدول الأوروبية الأخرى، نظرت كاثرين إلى التجارة الروسية الأمريكية المباشرة باعتبارها فرصة ممتازة لتوسيع التجارة. عرفت كاثرين أنه بعد الثورة، يمكن لأمريكا الحرة أن تتاجر مباشرة مع روسيا دون تدخل. علاوة على ذلك، إذا حصل الأمريكيون على حريتهم، فعلى بريطانيا أن تلجأ إلى دول أخرى -مثل روسيا- لتزويدها بالموارد التي لم يعد بإمكانها ببساطة استخراجها من أمريكا.

### الحياد
اختارت كاثرين أن تبقى روسيا محايدة رسميًا خلال الثورة، ولا تنحاز إلى جانب في الحرب علنًا. ولكن على أساس غير رسمي، تصرفت بشكل إيجابي تجاه المستعمرين الأميركيين، من خلال عرضها تقديم أي شيء تستطيع تقديمه لهم دون المساس بحياد روسيا ورغبتها النهائية في العمل كوسيط.
في مارس 1780 أصدرت الوزارة الروسية «إعلان الحياد المسلح». حدد هذا الإعلان موقف روسيا الدولي من الثورة الأمريكية، مع التركيز بشكل أساسي على أهمية السماح للسفن المحايدة بالسفر بحرية إلى أي ميناء روسي دون أن تتعرض للتفتيش أو المضايقة بموجب قوانين الملاحة. في حين أن الإعلان أبقى روسيا محايدة رسميًا، فقد دعم العديد من سياسات فرنسا المؤيدة للاستعمار وقاوم جهود بريطانيا لخنق أمريكا من خلال حصار بحري. وأيضًا أعطى الإعلان المتمردين الأمريكيين دفعة عاطفية، لأنهم أدركوا أن روسيا لم تكن متحيزة بقوة إلى بريطانيا. استمرت العلاقات والاتصالات الروسية الأمريكية في التحسن. ومع ذلك رفضت كاثرين الاعتراف صراحةً بالولايات المتحدة كدولة مستقلة حتى انتهت الحرب.

## القرن الـ 19
خلال القرن 19، الحدود الروسية والاميركية اجتمعت في ألاسكا. كانت روسيا قد استعمرت ألاسكا.
في أكتوبر 1803، اعترفت الإمبراطورية الروسية بشكل رسمي بالولايات المتحدة، فبادر الرئيس الأمريكي توماس جيفرسون بتعيين السياسي ورجل الأعمال الأمريكي ليفيت هاريس قنصلا عاما في سان بطرسبرغ، حيث عمل على مساعدة التجار وموظفيهم على متن السفن في فهم قوانين التجارة الروسية والامتثال لها. وفي عام 1807، أقيمت العلاقات الدبلوماسية رسميًا بين الإمبراطورية الروسية والولايات المتحدة، ورغم أن القنصل ليفيت هاريس كان يحظى بتقدير كبير من قبل القيصر ألكسندر الأول ووزير خارجيته إلا أن الأمريكيين أبدوا امتعاضهم خلال اجتماع جمعهم بديبلوماسيين روس في لندن من عدم المعاملة بالمثل وإرسال القيصر ممثلا دبلوماسيا روسيا إلى بلادهم. وبعد سنة، قبل القيصر تعيين الروسي أندريه ياكوفليفيتش داشكوف قنصلاً عامًا لروسيا وقائمًا بالأعمال في فيلاديلفيا بالولايات المتحدة.

### الحرب الأهلية الأمريكية
خلال الحرب الأهلية الأمريكية كانت روسيا واحدة من القوى الأوروبية القليلة لتقديم الدعم الكامل للاتحاد. هذا كان الدافع بين فتور علاقات فرنسا وبريطانيا مع روسيا والأمل في دعم الولايات الكونفدرالية الأمريكية. تبحث فرنسا وبريطانيا الحرب مع روسيا في ذلك الوقت على تصرفات هذا الأخير في مضيق البوسفور. نتيجة لذلك، خلال شتاء 1861-2، أرسلت قوات البحرية الإمبراطورية الروسية اثنين من الأساطيل البحرية للانضمام إلى الاتحاد، لمنع احتمال منهم عالقين في الثلج، وبالتالي يجمد لاستخدامها المحتمل ضد القوات الفرنسية والبريطانية.
في عام 1867، تم شراء آلاسكا الروسية من قبل الولايات المتحدة. ادعت الولايات المتحدة جزيرة هيرالد وجزيرة بينيت وجانيت جزيرة وجزيرة هنرييتا في عام 1881.

## 1900-1918
في عام 1900، كانت الولايات المتحدة وروسيا الحليفة خلال ثورة الملاكمين. هزمت المتمردين في بوكسر سلالة تشينغ. وكانت روسيا قد احتلت منشوريا في هذا الوقت.
خلال الحرب العالمية الأولى، تحالفت الولايات المتحدة مع روسيا في عام 1917.